# Рёккен
Рёккен (нем. Röcken) — деревня в Германии, в земле Саксония-Анхальт. Входит в состав города Лютцена района Вайсенфельс. 
Население составляет 610 человек (на 31 декабря 2006 года). Занимает площадь 11,80 км².
Место рождения Фридриха Ницше.
Впервые упоминается в 1232 году. Ранее Рёккен имел статус общины (коммуны). 1 июля 2009 года вошёл в состав города Лютцена. Последним бургомистром был Марлис Ридель.